# 조니 쿼니
조니 쿼니(2000년 11월 16일 ~)는 대한민국의 래퍼다. 2016년 싱글 앨범 [I AM JOHNY]로 데뷔했다.

## 학력
- 연세대학교 신촌 캠퍼스

## 방송
- 쇼미더머니 8 (2019) - 1~4회
- 쇼미더머니 9 - 1~4회 출연
- 쇼미더머니 10 - 1~3회 출연
- 고등래퍼 1 출연
- 고등래퍼 4 - 세미파이널 특별 출연
- SBS 써클하우스 - 5회 출연

## 프로듀싱
- KOREANGROOVE - 나홀로집에 (2019)
- JOHNY KWONY - My Name Is Johny (Part.1) - 총괄 프로듀서
- JOHNY KWONY - RED BOY RETURNZ 2 - 총괄 프로듀서
- JOHNY KWONY - 홍준표 선거송 - 총괄 프로듀서
- JOHNY KWONY - FOREVER RED - 총괄 프로듀서
- JOHNY KWONY - REDiFY - 총괄 프로듀서
- 영화 (해피뉴이어) OST - 작사.송라이팅 프로듀서

## 가족관계
- 쌍둥이 남동생이 있으며, 서울대 의과대학에 재학 중이다.